# Lycisca amazonica
Lycisca amazonica is een vliesvleugelig insect uit de familie Pteromalidae. De wetenschappelijke naam van het insect is voor het eerst geldig gepubliceerd in 1920 door Roman. De door hem beschreven insectensoort komt voor in Zuid-Amerika.